# Monte Agou
Il monte Agou  è una montagna dell'Africa occidentale, situata in Togo. Era conosciuto anche come Monte Baumann.

## Geografia
Il monte Agou è posto all'estremità occidentale dei monti del Togo, nei pressi del confine con il Ghana. Con la sua altitudine di 986 metri s.l.m., rappresenta il punto più elevato del territorio Togolese.